# Xã Hawkeye, Quận Osborne, Kansas
Xã Hawkeye (tiếng Anh: Hawkeye Township) là một xã thuộc quận Osborne, tiểu bang Kansas, Hoa Kỳ. Năm 2010, dân số của xã này là 33 người.